# Metasidama
Genre
Metasidama est un genre d'opilions laniatores de la famille des Assamiidae.

## Distribution
Les espèces de ce genre sont endémiques de Tanzanie.

## Liste des espèces
Selon World Catalogue of Opiliones (22/06/2021) :
- Metasidama ephippiata Roewer, 1915
- Metasidama gracilis Lawrence, 1962

## Publication originale
- Roewer, 1915 : « 106 neue Opilioniden. » Archiv für Naturgeschichte, vol. 81, no 3, p. 1–152 (texte intégral).